# Graphidipus subcaesia
Graphidipus subcaesia är en fjärilsart som beskrevs av Paul Dognin 1912. Graphidipus subcaesia ingår i släktet Graphidipus och familjen mätare. Inga underarter finns listade i Catalogue of Life.